# エリオット・グランダン
エリヨ・リュシアン・グランダン・バリル（Elliot Lucien Grandin Baril、1987年10月17日 - ）は、フランス・カルヴァドス県カーン出身のサッカー選手。エルミス・アラディプ所属。ポジションはMF、FW。コンゴ民主共和国にルーツを持つ。

## 経歴
2004-05シーズン、当時所属していたSMカーンで最終節にてプロデビュー。翌シーズンから徐々にプレー機会を増やしていくと、2008年にオリンピック・マルセイユに移籍した。2009年1月よりグルノーブル・フット38にレンタル移籍、その後マルセイユに復帰するも同年9月に契約を解除したことが発表された。2010年1月より8月までブルガリアのPFC CSKAソフィアに所属。同年8月よりブラックプールFCに所属した。
2014年8月、ルーマニア1部のAFCアストラ・ジュルジュに移籍した。同月24日のFCラピド・ブカレスト戦でデビューすると、後半アディショナルタイムに初得点を決めた。
2016年2月6日からシーズン終了までフットボールリーグ1のシュルーズベリー・タウンFCでプレー。2017年1月、キプロス・ファーストディビジョンのエルミス・アラディプに加入した。

## 代表歴
U-18フランス代表をはじめ、各世代の代表歴を持つ。元U-21代表でもある。

## 所属クラブ
- SMカーン 2004-2008.1
- オリンピック・マルセイユ　2008.1-2009.9

→  グルノーブル・フット38 2009.1-6 (loan)
- PFC CSKAソフィア 2010.1-8
- ブラックプールFC 2010.8-2013

→  OGCニース 2012.1-6 (loan)
- クリスタル・パレスFC 2013-2014
- ブラックプールFC 2014.2-8
- AFCアストラ・ジュルジュ 2014.8-2015.7
- アル・ナフダFC 2015.10-2016.2
- シュルーズベリー・タウンFC 2016.2-6
- エルミス・アラディプ 2017.1-

## タイトル
フランス U-18
- UEFA-CAFメリディアン・カップ（英語版） : 2005